# كاتو شيقياكي
شيقياكي كاتو (加藤シゲアキ, Katō Shigeaki) ممثل و مغني ياباني، انضم إلى شركة الجونيز 17 أبريل 1999 عندما كان في عمر 11 سنة، كمغني فقد تم ترسيمه مع نيوز في ديسمبر 2003، وهو مستمر معهم حتى الآن.
في بداية عام 2012 قام بإطلاق رواية Pink and Gray والتي نالت على مبيعات جيدة، ويعتبر أول جونيز يقوم بإصدار رواية، حيث قامت شركة كودوكاوا بنشرها.
شيقي تخرج من قسم القانون في جامعة أوياما عام 2010 بمعدل درجات مرتفع.

## البطاقة الشخصية
- الاسم الحقيقي: شيقياكي كاتو، 加藤 成亮
- الألقاب: شيقي، شيقيمي، كاتو-كن
- تاريخ الميلاد: 11/ 7 / 1987 (27 سنة)
- فصيلة الدم: A
- مسقط الرأس: اوساكا، اليابان
- فرق سابقة انضم لها: K.K.Kity ،B.A.D

حين ترسم مع نيوز كان يقوم كثيراً بلعب القيتار وقام بتلحين بعض من أغانيهم، بالإضافة إلى اغنيته المنفردة «كاكاو» حيث قام بتلحينها وكتابتها في .2002

## المسلسلات
- Kowai Nichiyoubi عام 1999
- Space Angel 2001 Yen Uchu no Tabi عام 2000
- Kowai Nichiyoubi: 2000 عام 2000
- The Worst Dates in History: Worst First Date?! عام 2000
- Shounen wa Tori ni Natta عام 2001
- Class 3-B Kenpachi-sensei عام 2001
- Home Drama! عام 2004
- Gekidan Engimono عام 2005، بالاشتراك مع بعض أعضاء نيوز
- Busu no Hitomi ni Koishiteru عام 2006
- Gekidan Engimono عام 2006
- Kakure Karakuri عام 2006
- Papa to Musume no Nanokakan عام 2007[5]
- Sugata Sanshiro عام 2007
- Hokaben عام 2008
- Chichi yo, Anata wa Erakatta ~1969 Nen no Oyaji to Boku عام 2009
- 0 Goushitsu no Kyaku عام 2009، بالاشتراك مع كوياما كيتشيرو[6]
- Troubleman عام 2010
- Shin Jidan Koshonin Ura File عام 2011
- Hanawake no Yon Shimai عام 2011

## العروض المتنوعة
- Ya-Ya-yah [منذ 2003 - حتى 2007]
- Soukon [منذ 2009 - حتى 2010] بالاشتراك مع جميع أعضاء نيوز الحاليين.

## الراديو
- Shiget Together [ منذ 2005 - حتى 2008]
- SoraShige Book

## الإعلانات
- Russ-K، مع نيوز[7]
- Lawson، مع نيوز[8]
- Kosé، مع نيوز[9]

## روابط خارجية
- كاتو شيقياكي على موقع IMDb (الإنجليزية)
- كاتو شيقياكي على موقع ميوزك برينز (الإنجليزية)